# Мичиган
Мичига́н (англ. Michigan, американское произношение: [ˈmɪʃᵻgən] (слушать)о файле) — штат на Среднем Западе США, граничащий с Канадой. Крупнейший город — Детройт. Название штата происходит от индейского словосочетания mishigama, означающего «большое озеро». Мичиган занимает на 1 апреля 2020 года десятое место среди штатов по численности населения и 11-е по общей площади. Столица — Лансинг.
Штат расположен на двух полуостровах — Нижний и Верхний, разделённых проливом Макино, каналом шириной восемь километров, соединяющим озеро Гурон и озеро Мичиган. Отмечают часто, что Нижний полуостров имеет форму рукавицы. Два полуострова соединены мостом Макино. Штат имеет самую длинную пресноводную береговую линию среди административно-территориальных единиц в мире, окружён четырьмя из пяти Великих озёр и озером Сент-Клэр. В штате насчитывается 64 980 озёр и прудов.
Территорию заселяли различные индейские племена. В XVII веке прибыли французские колонисты и регион стал частью Новой Франции. После поражения Франции в Семилетней войне в 1762 году регион перешёл под контроль Великобритании, и в конце концов Великобритания уступила регион США после поражения в войне за независимость. Организационно регион стал частью Северо-западной территории. С 1800 года западная часть региона вошла в Территорию Индиана. Территория Мичиган, образованная в 1805 году, 26 января 1837 года вошла в состав США в качестве 26-го штата. Вскоре Мичиган превратился в один из ведущих промышленных штатов.
Важнейшая отрасль в Мичигане — автомобильная промышленность. Штат является родным для автомобильных компаний Большой тройки: «Дженерал моторс», «Форд» и «Крайслер», их правления и сейчас находятся в Детройтском столичном регионе: в городах Детройт, Дирборн и Оберн-Хилс соответственно.

## История
На протяжении нескольких тысячелетий на территории Мичигана обитали индейские племена. Ко времени появления европейцев здесь обитали индейские племена оджибва (чиппева), оттава, потаватоми и гурон. Первым европейцем, побывавшим на Верхнем полуострове, был Этьен Брюле (1622). В 1668 году миссионер-иезуит Жак Маркетт основал здесь первое поселение Су-Сент-Мари — располагавшееся первоначально на ныне канадском берегу, оно затем разрослось на противоположный берег. В 1679 году Робер да ла Салль осуществил постройку первого европейского парусного судна на Верхнем озере.

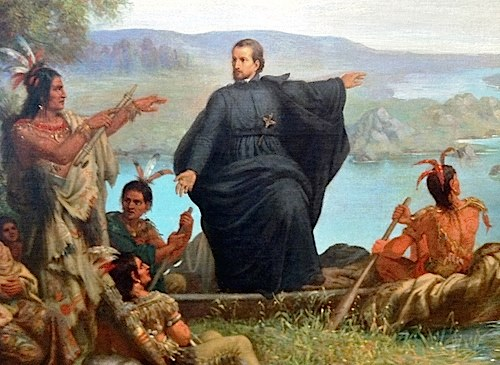
Отец Маркетт и индейцы. В. Лампрехт (1869 год).

В 1701 году французский офицер и исследователь Антуан Кадиллак основал форт Детройт вокруг форта Понтшартрен (назван в честь тогдашнего французского премьер-министра, Луи Фелипо, графа де Понтшартрен).
В середине XVIII века провинция перешла от французов к англичанам в результате Семилетней войны. После американской Войны за независимость Мичиган вошёл в состав Северо-Западной Территории. В 1794 году американские войска разбили индейцев в Битве у поваленных деревьев и по договору Джея получили контроль над несколькими фортами.
В 1805 году была создана Территория Мичиган. Во время англо-американской войны 1812—1815 годов она временно оказалась в руках англичан. В 1830-х сюда начался массовый приток переселенцев, связанный с созданием канала Эри, дорожной инфраструктуры, а также с развитием сельского хозяйства и добывающей промышленности.
В 1835 году была подписана конституция штата, но из-за территориального спора с Огайо Мичиган вступил в состав союза лишь 26 января 1837 года. Первым губернатором штата стал в 1835 году Стивенс Мейсон.
В Гражданской войне на стороне северян участвовало 23 % мужского населения Мичигана (более 90 тыс. человек), около 14 тысяч из них погибло.
В 1903 году на заводе Генри Форда было начато конвейерное производство автомобилей. В 1926 году компания General Motors поставила отраслевой рекорд, доведя годовой объём продаж до $1 млрд.

## География

Штат Мичиган на карте.

41,3 % площади штата Мичиган приходится на водное пространство, а сама территория состоит из двух полуостровов — Нижнего и Верхнего, соединённых мостом Макинак, а также множества островов.
На севере и востоке Мичиган граничит с канадской провинцией Онтарио водами озёр Верхнее и Гурон, соединенных рекой Сент-Мэрис. Сухопутный участок границы с Онтарио проходит по вытекающей из Гурона реке Сент-Клэр, впадающей в озеро Сент-Клэр, и по вытекающей из Сент-Клэра реки Детройт, впадающей в озеро Эри. На юге — граница со штатами Огайо и Индиана. На западе — Нижний полуостров граничит водами озера Мичиган со штатами Иллинойс и Висконсин, а Верхний — сушей с Висконсином и водой Верхнего озера — с Миннесотой.
| Примыкающие административные единицы | Примыкающие административные единицы | Примыкающие административные единицы       |
| ------------------------------------ | ------------------------------------ | ------------------------------------------ |
| Северо-запад: Миннесота Висконсин    | Север: канадская провинция Онтарио   | Северо-восток: канадская провинция Онтарио |
| Запад: Висконсин Иллинойс            |                                      | Восток: канадская провинция Онтарио        |
| Юго-запад Иллинойс                   | Юг: Индиана Огайо                    | Юго-восток канадская провинция Онтарио     |

Общая береговая линия штата имеет длину около 5200 км (самый большой показатель среди континентальных штатов). На территории Мичигана находится более 11 тысяч внутренних озёр, что существенно влияет на климат штата; более 300 рек, имеющих официальное название.

### Климат
Климат Мичигана влажный континентальный. На юге и в центральных частях Нижнего полуострова теплее, там жаркое лето и холодные зимы. В течение зимы до середины февраля штат часто подвергается сильному снежному эффекту озёр.

## Правительство

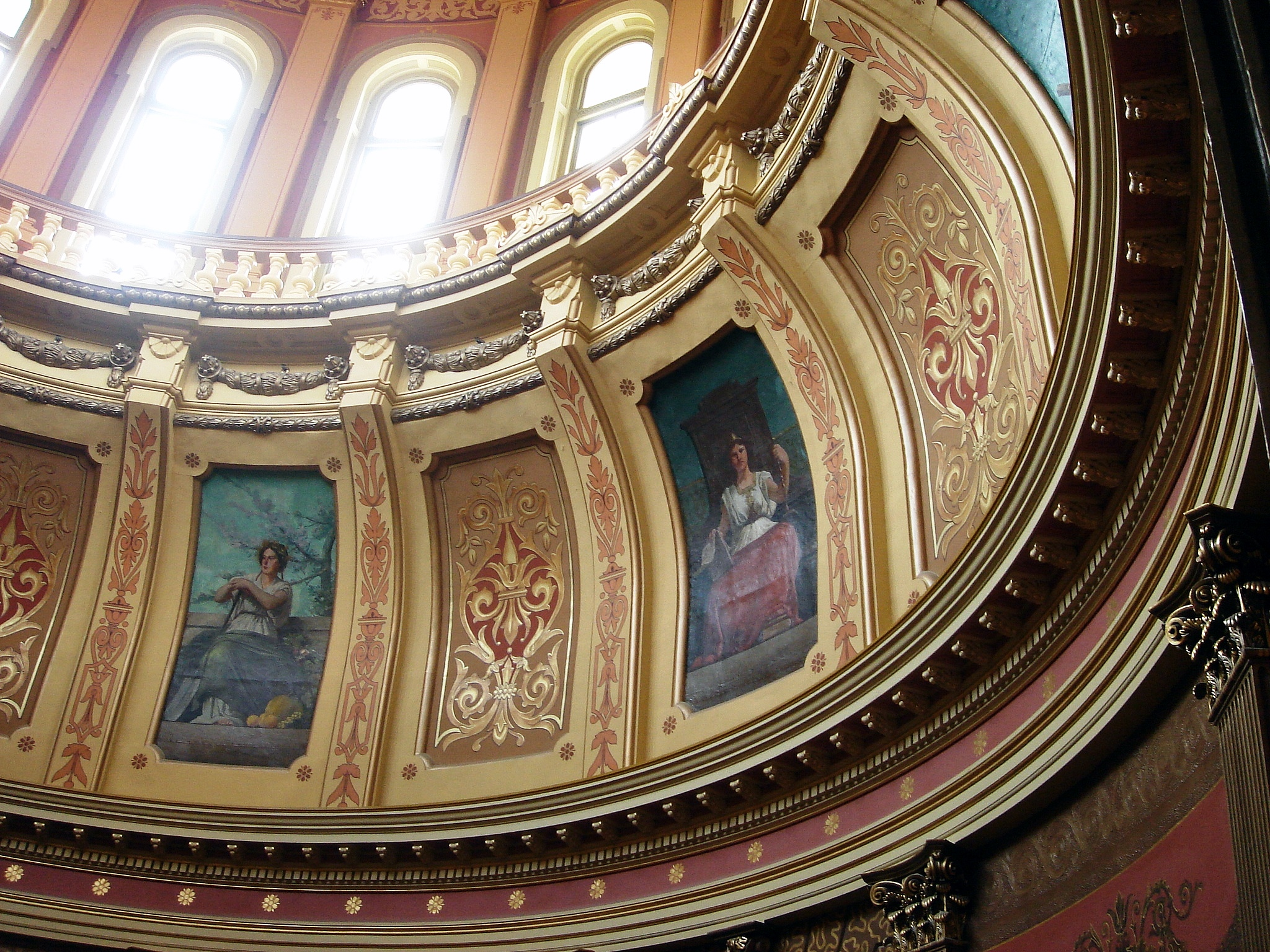
Внутри капитолия штата.

Три ветви власти: исполнительная, законодательная, судебная. Исполнительная власть представлена губернатором и другими чиновниками. Губернатор избирается сроком на 4 года, возможно всего одно переизбрание. Законодательная состоит из Палаты представителей и Сената. Судебная представлена Апелляционным и Верховным судами. Большинство нарушений правил движения по дорогам, мелких исков, проступков и гражданских исков, если сумма иска составляет менее 25 тыс. долларов США, рассматриваются окружными судами, которые являются судами с ограниченной юрисдикцией. Правовая система Мичигана — общее право. Лансинг является столицей штата и домом для всех трех ветвей правительства.
Мичиган принял 4 конституции, первую из которых одобрили в 1835 году. Действующая, 4-я, была принята в 1965 году, она состоит из преамбулы и статей.

## Демография

### Население
Согласно переписи 2010 года, в штате проживало 9 883 635 жителей. При этом в 1850 году в штате проживало почти 400 тысяч человек, а в 1950 году — более 6 миллионов. Центр народонаселения Мичигана находится в округе Шайавасси.

### Расовый состав
Перепись 2010-го сообщает:
- белые — 78,9 % (белые не латиноамериканцы 76,6 %)
- афроамериканцы — 14,2 %
- индейцы — 0,6 %
- азиаты — 2,4 %
- тихоокеанцы — <0,1 %
- Другие расы: 1,5 %
- Смешанные расы: 2,3 %

## Религия
По данным Института исследований общественной религии за 2021 год большую часть штата составляют приверженцы протестантизма (43 %) и католики (24 %), 28 % не относят себя к какой-либо религии. Католическая церковь представлена шестью епархиями (Маркетта, Гранд-Рапидса, Лансинга, Сагино, Гейлорда, Каламазу) и одной архиепархией (Детройта). Основанная Антуаном Ломе, детройтская община св. Анны является старейшей в штате и 2-й старейшей в стране. Помимо католиков, здесь живут методисты, лютеране, иудеи, мусульмане, адвентисты, буддисты, атеисты и другие. В Дирборне находится самая большая шиитская мечеть в Северной Америке.

## Экономика

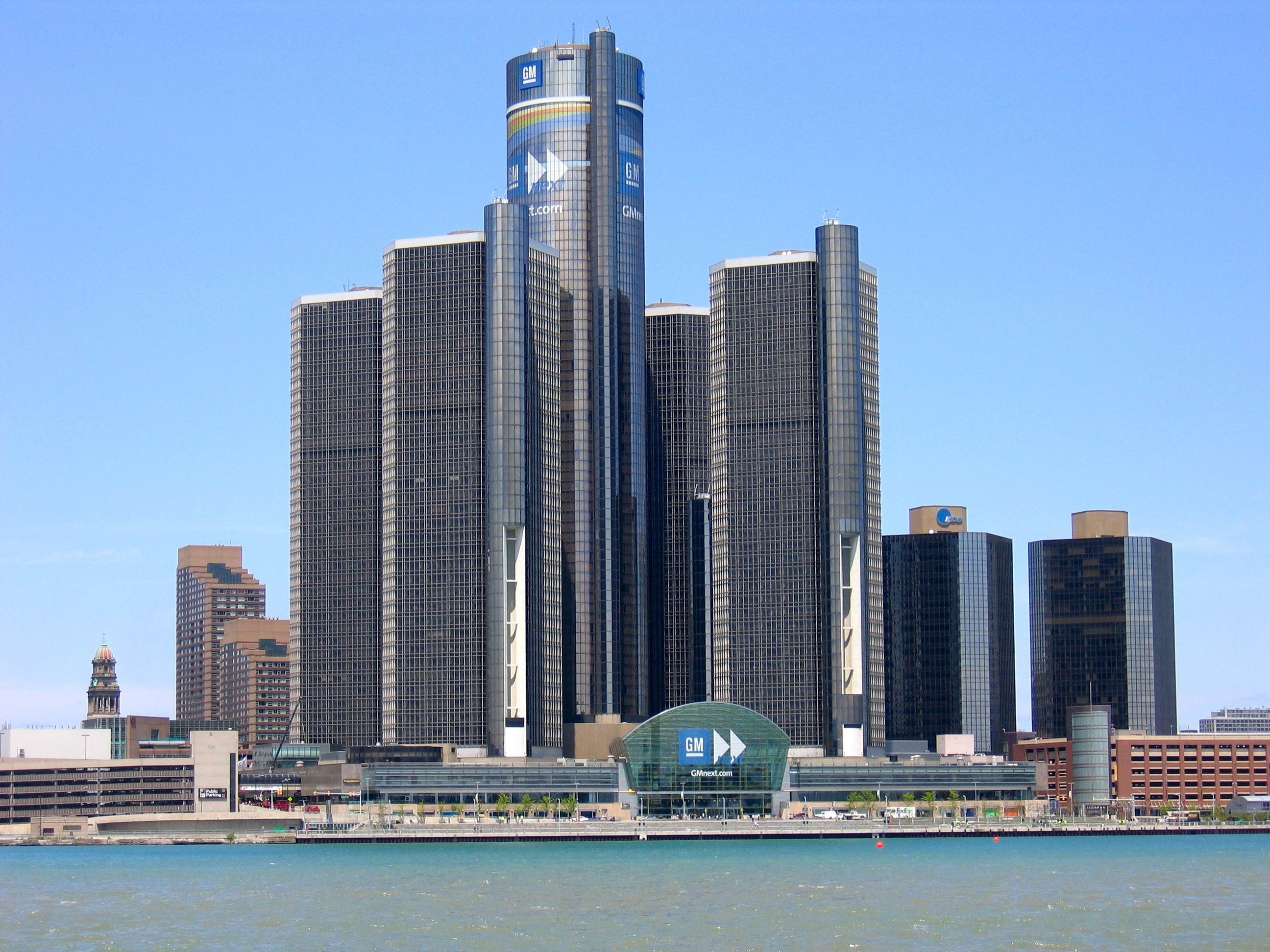
Штаб-квартира Дженерал Моторс, одного из главных работодателей в штате.

Управление экономического развития США оценило валовую продукцию штата в 2013 году в 408,218 млрд долларов, штат занимает 13-е место в стране. По оценке Бюро трудовой статистики министерства труда США на декабрь 2014 года уровень безработицы с поправкой на сезонные колебания в штате составляет 6,3 %.
На предприятиях обрабатывающей промышленности работает 555 100 человек (13,5 % экономически активного населения в штате) по состоянию на 2013 год. Развиты автомобильная, военная и мебельная промышленность, сельское хозяйство. Добываются в основном железная и медная руды. Две большие сети пиццерий были основаны в штате и имеют штаб-квартиру там: Domino’s Pizza Томаса Монагана и Little Caesars Майкла Иллича.

### Энергетика
Установленная мощность электростанций на 2012 год — 30 332 МВт.
Штат обслуживается двумя основными электрическими сетями, связывающими разные штаты, — Midwest Reliability Organization (MRO) и Southwest Power Pool (SPP). В 2012 году 54 % электроэнергии произведено электростанциями на угле. Часть угля для электростанций завозится по железной дороге из бассейна реки Паудер в Вайоминге и Монтане. В Мичигане четыре ядерных реактора на трёх атомных электростанциях: «Дональд Кук» (2069 МВт), «Энрико Ферми» (1133 МВт) и «Палисадес», которые произвели 28 % электроэнергии в штате в 2012 году.
Электроэнергия производится генерирующими компаниями DTE Energy в Детройте, Indiana Michigan Power, Consumers Energy в Джексоне и другими.
Газовое месторождение Антрим на Нижнем полуострове — 15-е в стране по запасам природного газа по данным 2009 года. В 2009 году добыча природного газа из месторождения составила 3,6 млрд кубических метров.
Штат Мичиган первый в стране по вместимости природных подземных хранилищ природного газа и второй после Пенсильвании по их количеству. Вместимость хранилищ на 2012 год — 31,1 млрд кубических метров.
Из-за прохладного климата в Мичигане 55 % потребляемой энергии в быту тратится на отопление помещений, и только 1 % на кондиционирование воздуха.

### Сельское хозяйство
Сельское хозяйство молочно-овощного направления. В 2010 году штат занимал 19-е место в стране с общей суммой поступлений от продажи сельскохозяйственной продукции 6,48 млрд долларов. В первой десятке товаров были молочные продукты (21,8 % от поступлений), кукуруза (16,7 %), соя (13,4 %), декоративные цветы и деревья из питомников, крупный рогатый скот (10,9 %), свиньи (5,9 %), сахарная свёкла (3,3 %), пшеница (3 %), яйца (2,5 %) и картофель (2,1 %). Продукты животноводства дали 38 % стоимости товарной сельскохозяйственной продукции.
Поголовье крупного рогатого скота 1,09 млн, в том числе около 364 тысяч дойных коров и 148 тысяч молочных тёлок; свиней 1,04 млн; овец 74 тысячи на 2010 год.
Мичиган занимал в 2010 году третье место в стране по стоимости оптовой реализации продукции цветоводства в 2010 году после Калифорнии и Флориды.
Важные статьи доходов также — туризм и охота. Кроме того, имеются полезные ископаемые — нефть, природный газ. Штат занимает первое место по производству торфа.
В штате растят петуньи, яблоки, вишни кислые, виноград, маринуются огурцы.

### Налоги
Личный подоходный налог составляет 4,25 %. Кроме того, 22 города облагают подоходным налогом; ставки установлены в размере 1 % для резидентов и 0,5 % для нерезидентов во всех городах, кроме четырёх. Статья IX Конституции Мичигана, предусматривает ограничения в отношении того, насколько штат может облагать налогом.

## Образование и наука

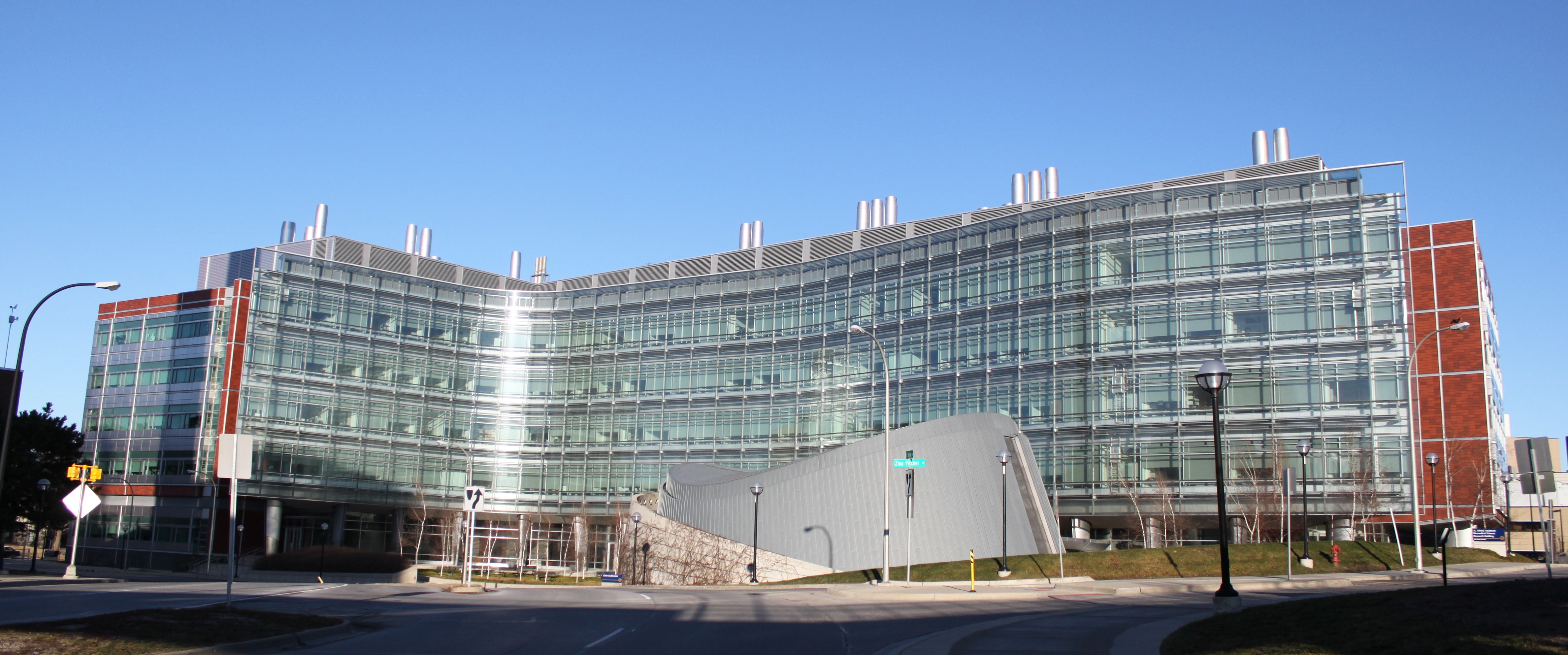
Здание исследователей при медицинской школе Мичиганского университета.

Система образования Мичигана обслуживает 1,6 млн учащихся K-12 в государственных школах. В 2008—2009 учебном году система государственных школ имела бюджет в 14,5 млрд долларов. Частные школы посещают более 124 тысяч учеников, а неучтённое число обучается на дому в соответствии с определёнными требованиями законодательства.
Университеты в штате: Мичиганский университет, Университет штата Мичиган, Мичиганский технологический университет, Университет Уэйна, Оклендский университет, Западно-мичиганский университет, Центральный Мичиганский университет. По фонду Карнеги, все перечисленные университеты являются исследовательскими. Государственные университеты Мичигана ежегодно привлекают более 1,5 млрд долларов в виде грантов на исследования и разработки.

## Культура

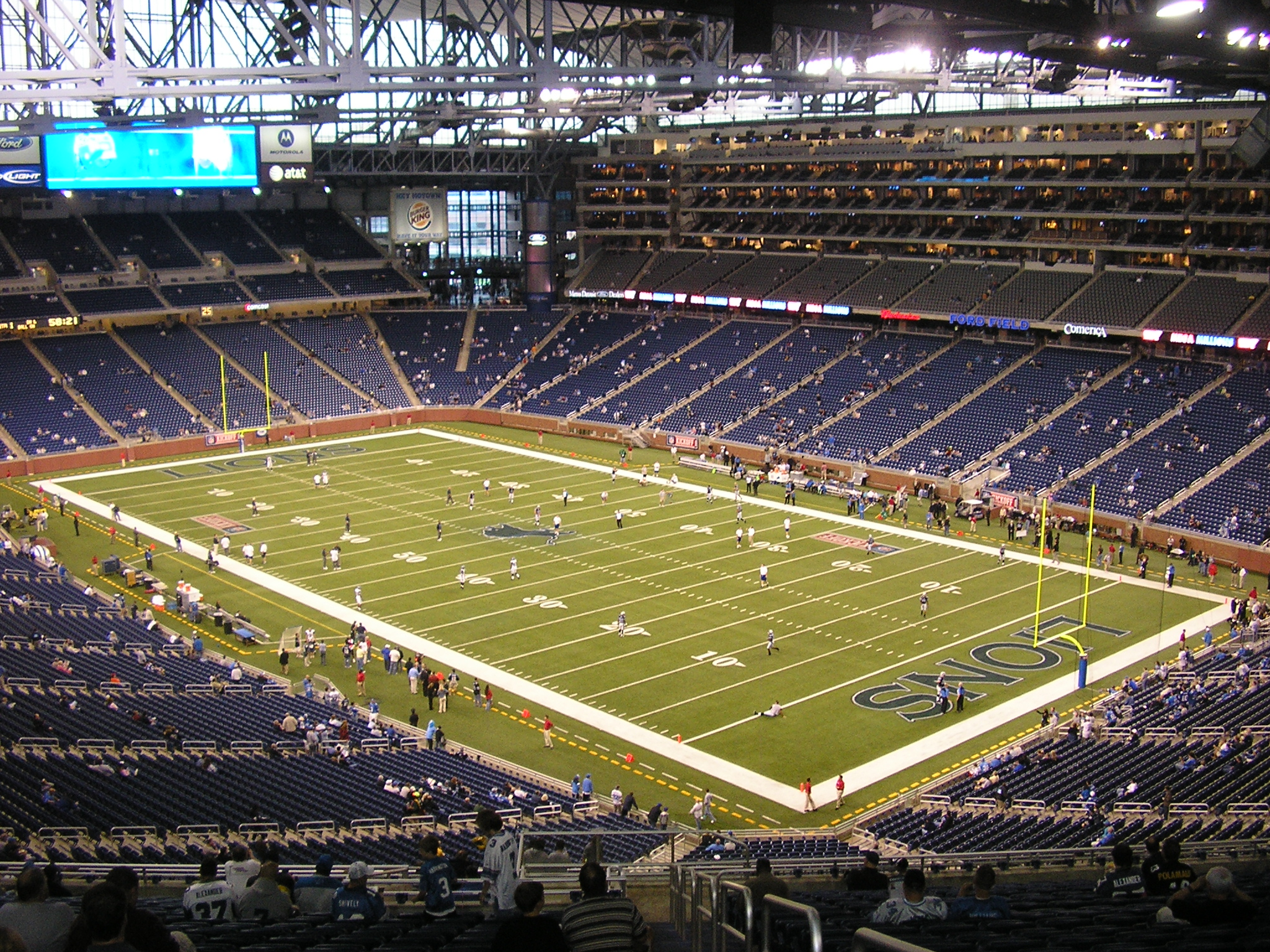
На стадионе «Форд Филд». Здесь играет команда «Детройт Лайонс».

### Музыка и театры
Известные музыканты из Мичигана: Стиви Уандер, Арета Франклин, Мадонна, Эминем, Элис Купер, Джек Уайт, Биг Шон, Энтони Кидис, Боб Сигер, MC5, Кид Рок, Игги Поп.
Жанр техно родом из Мичигана. Мотаунский соул известен за пределами страны.
Главные театры Мичигана: театр «Фокс» в Детройте, Детройтский дом оперы, Фишеровский театр, Филлмор-Детройт, театр «Маджестик», театр «Джем».

Детройтский симфонический оркестр даёт бесплатные концерты.

### Спорт
Мичиганские команды высшей лиги: бейсбольная «Детройт Тайгерс», по американскому футболу «Детройт Лайонс», хоккейная «Детройт Ред Уингз», и баскетбольная «Детройт Пистонс». «Тайгерс» играют на стадионе «Комерика Парк», «Лайонс» на стадионе «Форд Филд», «Уингз» и «Пистонс» на «Литтл Сизарс-арене». В штате проводятся заезды НАСКАР.

### События
Ежегодно в Мичигане проходит грандиозное автомобильное шоу Woodward Dream Cruise, в котором принимают участие более 40 тысяч необычных и раритетных автомобилей. Это самое большое однодневное автошоу в мире.

## Символы и прозвища
Символы штата являются таковыми согласно законодательным актам определённых лет.

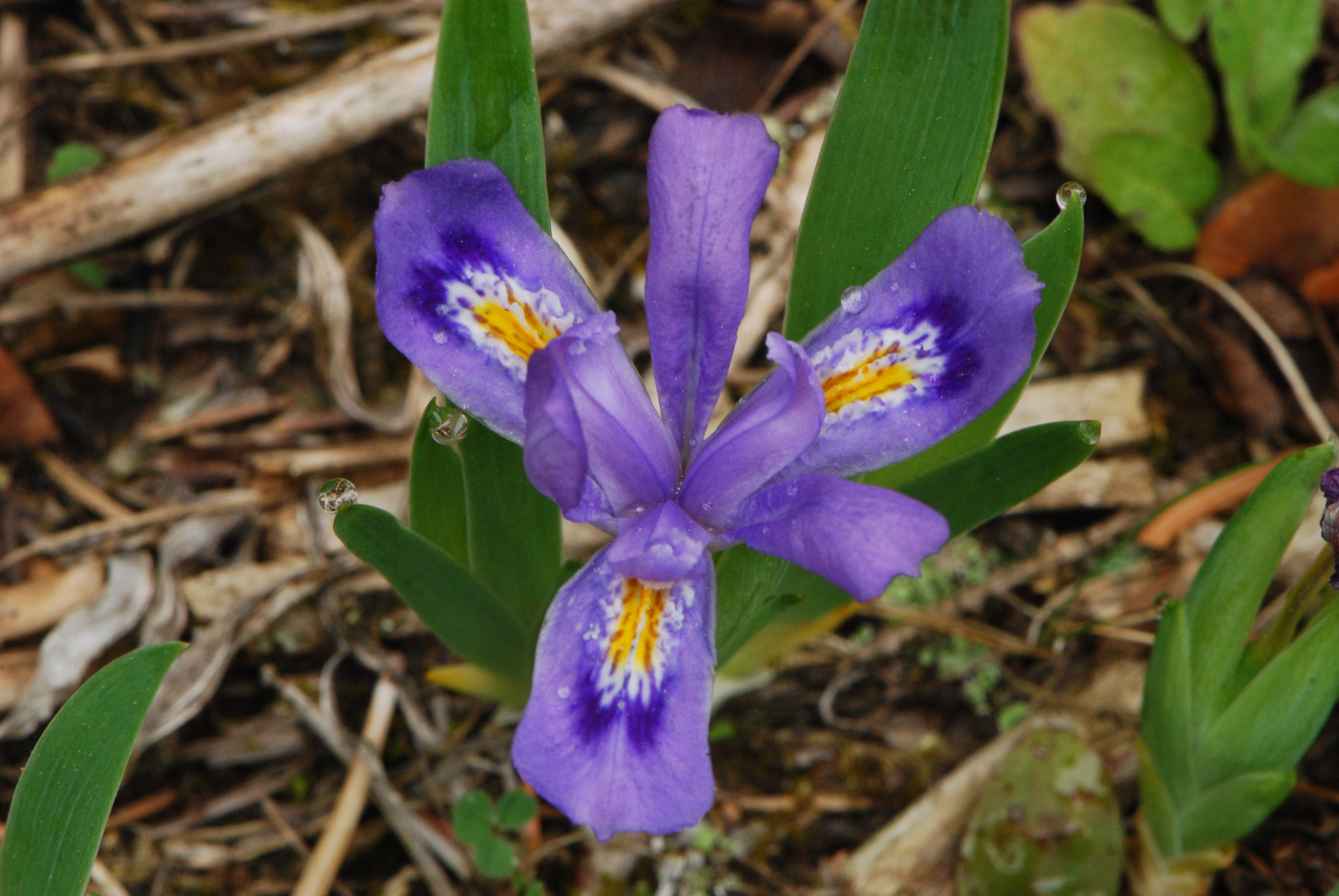
Касатик озёрный.

- Птица штата: странствующий дрозд (1931).
- Дерево штата: сосна веймутова (1955).
- Камень штата: петоски (1965).
- Минерал штата: хлорастролит (1972).
- Рыба штата: американская палия (1988).
- Рептилия штата: расписная черепаха (1995)
- Млекопитающее штата: белохвостый олень (1997).
- Ископаемое штата: мастодонт (2002)[19].
- Цветок штата: яблоня (1897).
- Полевой цветок штата: Касатик озёрный (1998).
- Прозвища штата: штат великих озёр, штат росомахи, штат рукавица, водная либо зимняя страна чудес.

### Области-побратимы
- Сига, Япония
- Сычуань, Китайская Народная Республика